# 2014 en Libye
Chronologie de la Libye
- 2010
- 2011
- 2012
- 2013
- 2014
- 2015
- 2016
- 2017
- 2018

Cet article présente les faits marquants de l'année 2014 en Libye.

## Évènements
- Janvier : bataille de Sebha.
- 20 février : élection de l'Assemblée constituante.
- 11 mars : le Premier ministre Ali Zeidan est destitué. Abdallah al-Thani est chargé de l'intérim ; il démissionne le 13 avril.
- mai : quatrième bataille de Benghazi.
- 25 juin : élections législatives.
- 28 août : le gouvernement provisoire d'Abdallah al-Thani démissionne.
- Octobre : cinquième bataille de Benghazi.